# Viks forskarpark
Viks forskarpark (finska: Viikin tiedepuisto) är en stadsdel i Ladugårdens distrikt i Helsingfors stad.
Viks kampus där Helsingfors universitets biovetenskaper verkar är kärnan i Viks forskarpark. Också farmacin och veterinärmedicinen finns i forskarparken. I södra delen av området har det byggts moderna trähus. 

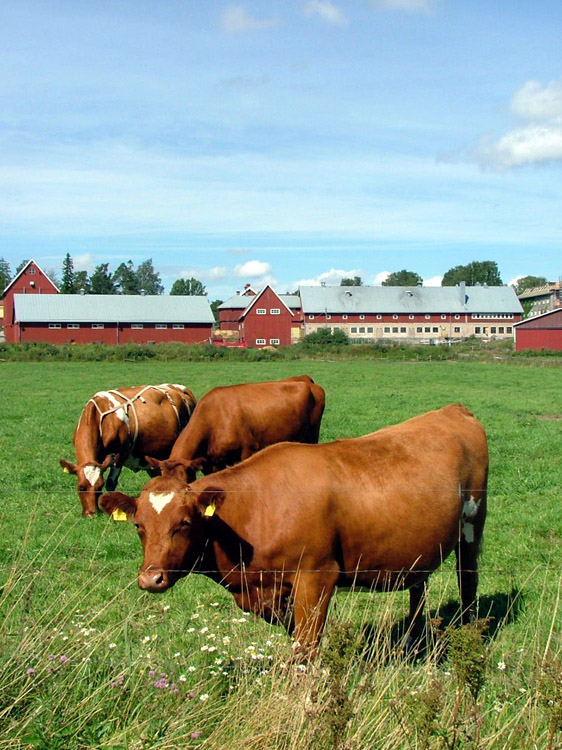
Akademiska universitetskor i Viks forskarpark